# Huwelijksmedaille 1966
De Huwelijksmedaille 1966 was de derde Nederlandse huwelijksmedaille. Ook voor de huwelijken van Wilhelmina en Hendrik en Juliana en Bernhard waren herinneringsmedailles ingesteld. Bij deze medaille knoopte men aan bij de traditie om behalve oranje ook de heraldische kleuren van de bruidegom te gebruiken in het lint.
De huwelijksmedaille werd door koningin Juliana bij Hofbesluit als herinneringsmedaille ingesteld ter gelegenheid van het huwelijk van kroonprinses Beatrix der Nederlanden met Claus van Amsberg. De ongeveer 3100 medailles werden toegekend aan leden van de hofhouding, de binnen- en buitenlandse gasten, de vertegenwoordigers van andere vorstenhuizen en de lagere rangen van de Nederlandse hofhouding. Ook aan het bereden escorte en de officieren van de afzetting werden medailles verleend.
Het ontwerp voor de medaille was van de hand van de kunstenares Katinka Bruyn-van Rood.
De ronde medaille heeft een diameter van 30,5 millimeter. De voorzijde vertoont de naar links gewende portretten van Beatrix en Claus in een gepolijst stempel op een glanzende achtergrond. Beatrix draagt op dit portret geen diadeem.

De keerzijde toont het verstrengelde monogram van het koninklijke paar "C" en "B". Hierboven is een klein beugelkroontje geplaatst. Het geheel wordt omringd door de datum "10 MAART 1966".
De zilveren medailles werden geslagen door 's Rijks Munt te Utrecht. In de rand van de zilveren medaille werd een keur in de vorm van een mercuriusstaf, teken van het Utrechts munthuis, geslagen. Er is geen gehaltestempel, essaystempel of jaarletter aangebracht.
De zilveren medailles wegen circa 13 gram (met lint) en zijn daarmee veel lichter dan de oudere herinneringssmedailles die soms 20 gram wogen.
Het lint is 28 millimeter breed. Het lint is oranje met aan weerszijden een smalle nassaublauwe baan (heraldische kleuren van Prinses Beatrix) en smalle lichtgroene en witte banen (Amsberg) zijn de heraldische kleuren van de huizen Oranje-Nassau en van Amsberg.
Heren dragen de medaille op de linkerborst, dames dragen de medaille aan een strik zoals afgebeeld.
Medailles als deze, zie ook de Inhuldigingsmedaille 1898 en Huwelijksmedaille, zijn geen koninklijke onderscheidingen maar zij worden door de koning(in) als hoofd van haar huis verleend. Nederlandse militairen krijgen collectief verlof om dergelijke medailles te dragen.
Museummedaille ·
Erepenning ·
Medaille van de Maatschappij tot Redding van Drenkelingen ·
Doggersbank-medaille ·
Broeder van de Orde van de Nederlandse Leeuw ·
Antwerpsche Medaille 1832 ·
Onderscheidingsteken voor Langdurige, Eerlijke en Trouwe Dienst ·
Eremedaille voor Kunst en Wetenschap ·
Eremedaille voor Voortvarendheid en Vernuft ·
De Ruyter-medaille ·
Regeringsmedaille ·
Medaille van het Carnegie Heldenfonds ·
Medaille van Verdienste van het Nederlandse Rode Kruis ·
Medaille voor trouwe dienst van het Nederlandse Rode Kruis ·
Erkentelijkheidsmedaille 1940-1945 ·
Inhuldigingsmedaille 1948 ·
Herinneringsmedaille Luchtbescherming 1940-1945 ·
Medaille van de Noord- en Zuid-Hollandsche Redding Maatschappij ·
Zilveren Anjer · 
Cultuurfonds Onderscheiding · 
Vrijwilligersmedaille Openbare Orde en Veiligheid ·
Vaardigheidsmedaille van de Nederlandse Sport Federatie ·
Inhuldigingsmedaille 1980 ·
Herinneringsmedaille VN-Vredesoperaties ·
Herinneringsmedaille Multinationale Vredesoperaties ·
Herinneringsmedaille Internationale Missies ·
Huwelijksmedaille 2002 ·
Herinneringsmedaille Buitenlandse Bezoeken ·
Marinemedaille ·
Landmachtmedaille ·
Marechausseemedaille ·
Luchtmachtmedaille
Zie ook: Ridderorden en onderscheidingen in Nederland